# انیزوکا ۳۳۵۵
سیارک ۳۳۵۵ (به انگلیسی: 3355 Onizuka، نامگذاری:1984CC1) سه هزار و سیصد و پنجاه و پنجمین سیارک کشف شده‌است که در ۸ فوریه ۱۹۸۴ کشف شد.
قدر مطلق سیارک برابر ۱۳٫۶۰ است.